# Molo w Brzeźnie
Molo w Brzeźnie – drewniane molo znajdujące się w Gdańsku, w dzielnicy Brzeźno.

## Historia

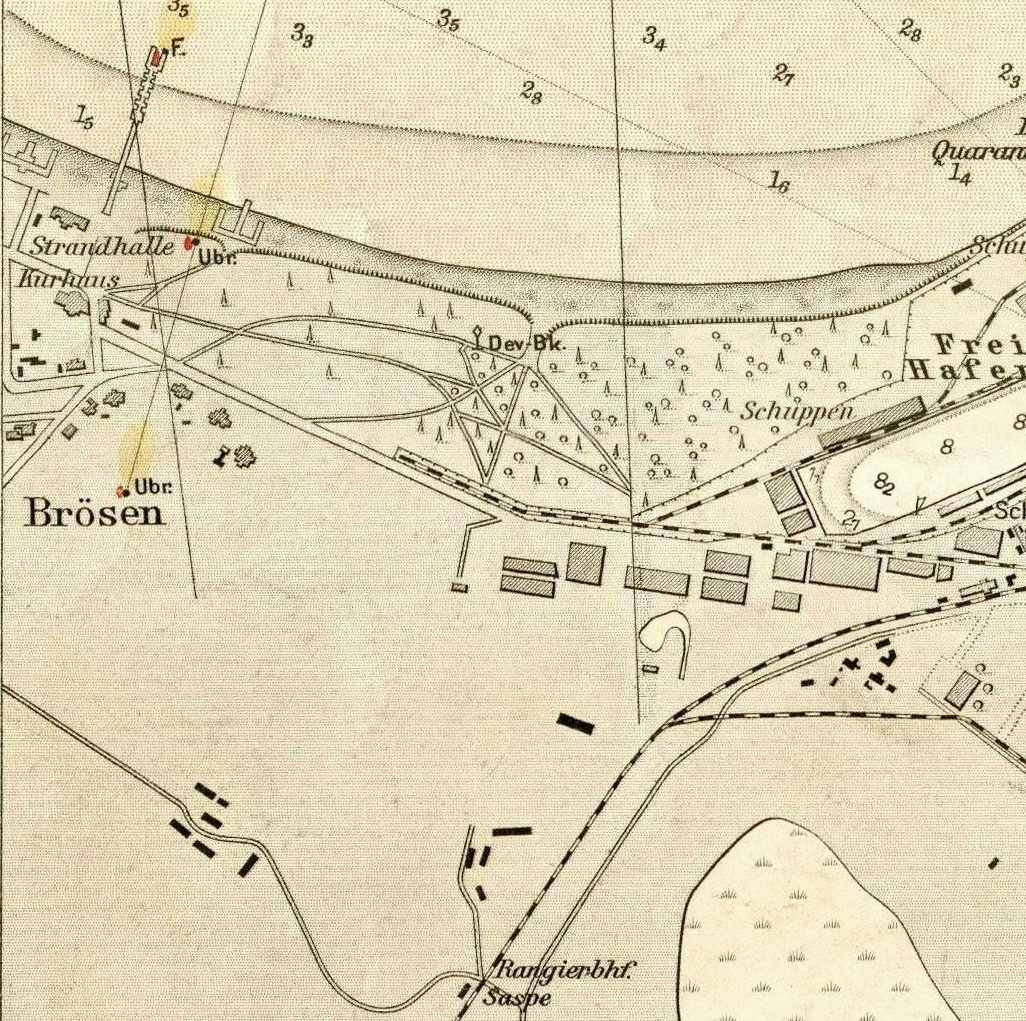
Pierwsze molo na mapie z 1909

Pierwsze molo w Brzeźnie, będące przedłużeniem ul. Zdrojowej, powstało w roku 1900 i miało 100 m długości. W latach międzywojennych zostało rozbudowane do 250 metrów i 6 m szerokości.
Molo to zostało zlikwidowane, a obecne zostało zbudowane w latach 1993–1996 i otwarte 19 lipca 1996 roku. Znajduje się ono kilometr na północny zachód dalej niż pierwsze i wraz z deptakiem do niego prowadzącym jest przedłużeniem alei Jana Pawła II. Ma 136 metrów długości i 7,2 metra szerokości, choć są plany przedłużenia go o kolejne 126 metrów.
W 2021 kosztem 792 tys. zł zrealizowano remont mola, kontynuacja prac w 2022 pochłonęła ponad 350 tys. zł.